# Fernando de Araújo
Pour l’article homonyme, voir Fernando Araújo.
Fernando de Araújo, aussi appelé Lasama, né le 26 février 1963 à Manutaci (Timor portugais) et mort le 2 juin 2015 à Dili, est un homme politique est-timorais.

## Biographie
Étudiant en littérature à Bali, il est secrétaire général du mouvement Résistance nationale des étudiants du Timor-Oriental. En 1991, il est arrêté et condamné à six ans et quatre mois de prison. 
En avril 2007, il est le candidat du Parti démocratique à l'élection présidentielle. Arrivé en troisième place au premier tour, il soutient le premier ministre José Ramos-Horta pour le second tour.
En juin de la même année, il est élu député. En juillet, il devient président du parlement national.
Après l'attentat contre le président Ramos-Horta en février 2008, il assume la présidence par intérim jusqu'en avril.